# Sałatka

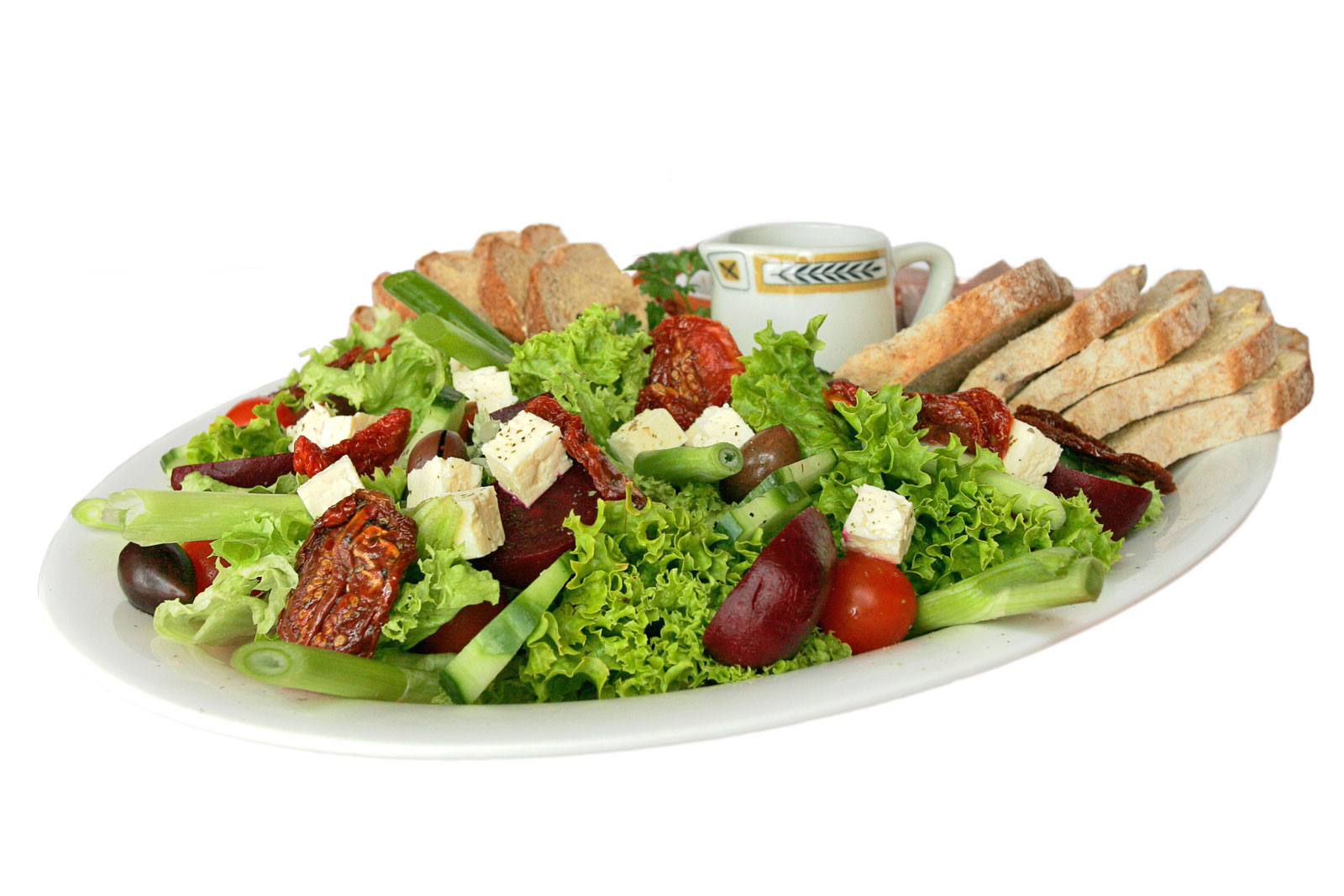
Sałatka grecka ze świeżym pieczywem

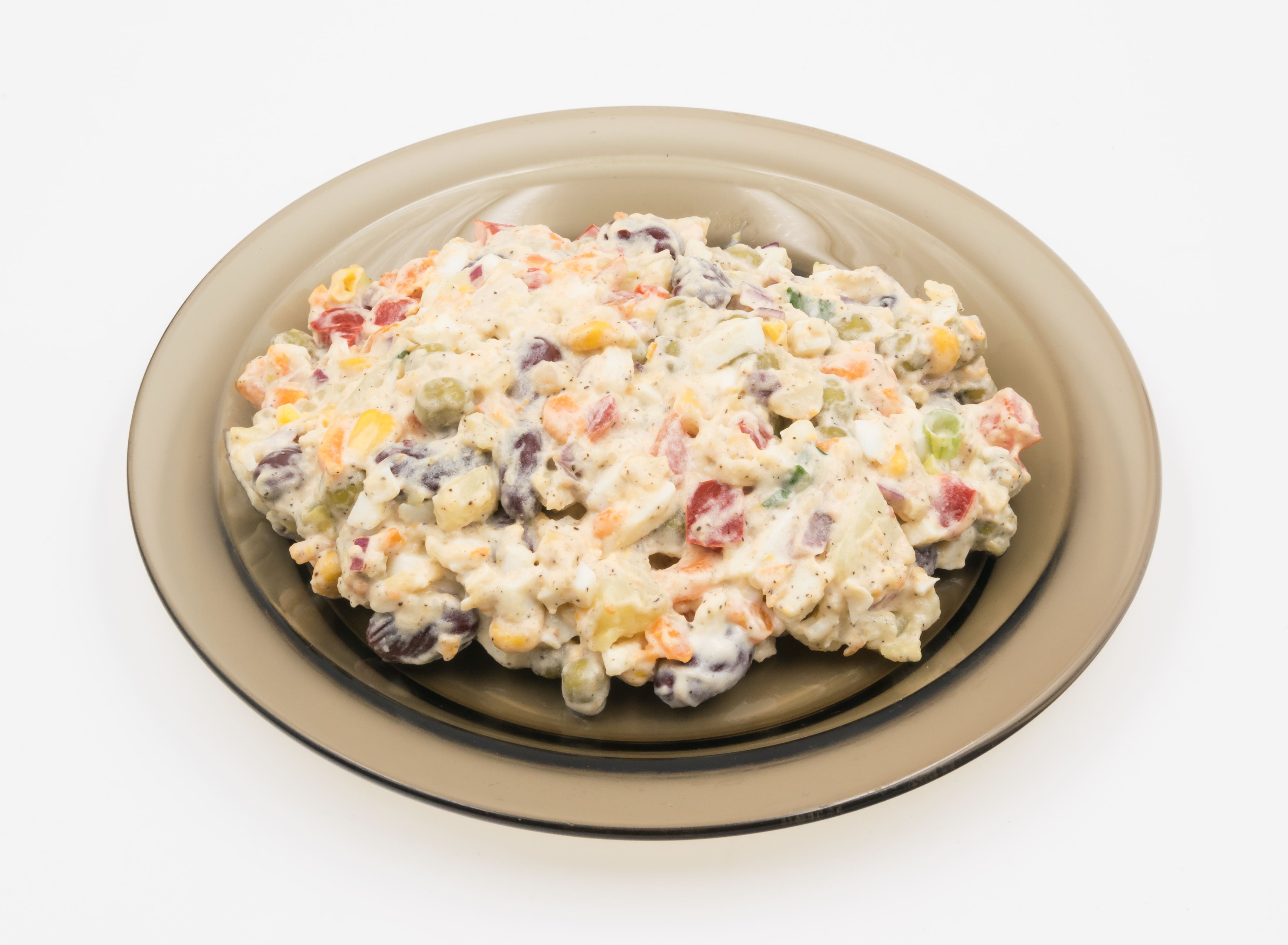
Sałatka jarzynowa

Sałatka – potrawa sporządzana z pokrojonych warzyw, często z dodatkiem innych składników, także poddanych uprzednio obróbce cieplnej, oraz przypraw, z dodatkiem sosu na bazie majonezu, oliwy, śmietany czy specjalnych sosów (dressingów).
Sałatka jarzynowa z ugotowanych warzyw i jaj z dodatkiem ogórka kiszonego, groszku zielonego i majonezu na Górnym Śląsku jest znana pod nazwą szałot.
Na północy Polski znana jest sałatka kaszubska, na którą składają się filety śledziowe, gotowane ziemniaki, cebula, kiszone ogórki, rodzynki, koper, kwaśna śmietana i przyprawy.
Kuchnie świata znają wiele rodzajów sałatek, opartych na różnorodnych składnikach, głównie warzywnych, choć podstawę sałatki mogą stanowić także makarony, ryż, kasze itp., a dodatek sery, mięsa, ryby i owoce morza, grzyby, orzechy i ziarna, grzanki (np. w sałatce Cezar) i in. Dodatki są niekiedy wyszukane i drogie, jak np. pochodzące z Ameryki Południowej serca palmowe.
Dodatkiem do sałatek (a w wersji deserowej także głównym składnikiem) mogą być owoce świeże lub w syropie i bakalie.
Tzw. zielona sałatka (green salad) składa się głównie z liści sałaty i warzyw liściastych i podawana jest najczęściej z sosem winegret.
Większość sałatek jest serwowana na zimno, choć w niektórych regionach, jak np. w południowych Niemczech, istnieją odmiany podawane na gorąco.